# 真人
真人是宗教或哲學的境界；具有相當修為的男性高人、道士、僧人亦獲尊稱為「真人」。相對女性高仙則稱為元君。

## 簡介
真（眞），《說文解字》：「僊人變形而登天也。」
先秦道家学派的莊子有真人的描述 ，如《莊子‧大宗師》：「古之真人，其寢不夢，其覺無憂，其食不甘，其息深深。」《天下》称：「关尹、老子古之博大真人。」
秦始皇受到方士影響，亦自称“真人”。《史记‧秦始皇本纪》载：卢生说始皇曰：“臣等求芝奇药仙者常弗遇，类物有害之者。方中，人主时为微行以辟恶鬼，恶鬼辟，真人至。人主所居而人臣知之，则害于神。真人者，入水不濡，入火不贇，陵云气，与天地久长。今上治天下，未能恬俊。原上所居宫毋令人知，然后不死之药殆可得也。”于是始皇曰：“吾慕真人，自谓‘真人’，不称‘朕’。”
先秦中醫專著《黃帝內經》記載「真人」的境界為「提挈天地，把握陰陽，呼吸精氣，獨立守神，肌肉若一，故能壽敝天地，無有終時，此其道生。」 
道教興起後，對祖师多称为真人。
佛教上，民間對高僧也往往稱真人，一如上人，如清水祖師被稱為清水真人。

## 參看
- 至人
- 中醫
- 道教
- 道家
- 內丹術